# 小城正
小城 正（こじょう ただし、1920年 - ）は、日本の陸軍軍人、陸上自衛官、著作家。陸士54期。陸軍大尉。

## 経歴
鹿児島県出身。陸軍士官学校（54期）を卒業して陸軍歩兵将校となった。1945年（昭和20年）の沖縄戦に、第24師団隷下の歩兵第22連隊の第1大隊長として参加し、最前線の歩兵部隊指揮官として強大な米軍を相手に奮闘した。第32軍が組織的戦闘が終結した後は遊撃戦に移行し、大日本帝国がポツダム宣言を受諾して連合国に降伏した後となる1945年（昭和20年）11月15日にアメリカ軍に投降した。
その後、陸上自衛隊に入り、卓越した語学力を生かし防衛庁の渉外幕僚などを務めた。
1970年（昭和45年）に退官後、豊富な語学知識と戦場経験を生かし、日米戦記の翻訳活動に専従するかたわら、著作家としても活躍し、日米の沖縄戦の最前線を記したアメリカ人作家ジョージ・ファイファーの著書『天王山』では、同書の翻訳だけではなく自身の沖縄戦の経験についてファイファーのインタビューに応じ、貴重な沖縄戦の実記を残した。本書では日本兵側の主人公として小城が登場する。

## 訳書
- ロンメル戦記 : ドキュメント　リデル・ハート 編,小城正 訳 読売新聞社 1971
- ナチス第三帝国の崩壊 : スターリングラードからベルリンへ ワシリー・I.チュイコフ 著,小城正 訳 読売新聞社 1973
- 提督・スプルーアンス トーマス・B.ブュエル 著,小城正 訳 読売新聞社 1975
- ウィンゲート空挺団 : ビルマ奪回作戦 デリク・タラク 著,小城正 訳 早川書房 1978 (Hayakawa nonfiction)
- ダンケルクの奇跡 : イギリスの大撤退作戦 A.J.バーカー 著,小城正 訳 早川書房 1980 (Hayakawa nonfiction)
- 謀略 : 第二次世界大戦秘史 アンソニー・ケイヴ・ブラウン 著,小城正 訳 フジ出版社 1982
- 狐の足跡 : ロンメル将軍の実像 上下 デイヴィッド・アーヴィング 著,小城正 訳 早川書房 1984
- ガリポリ : 第1次大戦における最大の勇気と最大の愚行 アラン・ムーアヘッド 著,小城正 訳 フジ出版社 1986
- 天王山 : 沖縄戦と原子爆弾 上下 ジョージ・ファイファー 著,小城正 訳 早川書房 1995
- 提督スプルーアンス トーマス・B.ブュエル 著,小城正 訳 学習研究社 2000 (WW selection)